# Líbranos del mal (película de 2006)
Líbranos del mal es un documental estadounidense de 2006 dirigido por Amy Berg, que se centra en la historia de Oliver O'Grady, un sacerdote católico que abusó sexualmente de decenas de niños entre los años 70 y 90. La cinta ganó el premio al mejor documental del Festival de Cine de Los Ángeles, y estuvo nominado a un premio Óscar en la categoría de mejor documental largo. El título hace referencia a un verso de la oración Padre nuestro.

## Descripción
El documental se centra en Oliver O'Grady, un ex-sacerdote católico de origen irlandés que durante el ejercicio de su cargo abusó sexualmente de decenas de niños a lo largo de California. El documental muestra entrevistas a O'Grady y a las víctimas, así como a las familias de las víctimas, a personas que conocían al sacerdote, y a profesionales como teólogos y abogados. Se muestran además algunos documentos y confesiones realizadas en el juicio que se llevó en contra de O'Grady, en el cual fue condenado a catorce años de prisión.
Uno de los aspectos que aborda el documental es la forma en que los crímenes de O'Grady fueron silenciados por otros miembros de la Iglesia católica. En 1976, luego de conocer el abuso que el sacerdote cometió en contra de una niña, el obispo Merlin Guilfoyle prometió a la familia de la víctima que O'Grady sería enviado a un monasterio a cambio que no presentaran cargos. Sin embargo, en 1978 O'Grady fue trasladado a una parroquia en la ciudad de Turlock, a unos cincuenta kilómetros de Lodi, donde había cometido el delito. Tras la muerte de Guilfoyle, el puesto de obispo fue asumido por Roger Mahoy, quien trasladó al sacerdote a otras parroquias durante los años posteriores, incluyendo a localidades como Stockton y San Andreas, todas en el área del norte de California.
Tras cumplir siete de los catorce años de presidio a los que fue condenado, O'Grady fue deportado de vuelta a Irlanda. El documental registra el momento en que el exsacerdote envía una carta de disculpas a sus víctimas, en la cual les propone reunirse para conversar acerca de lo sucedido. Dos semanas después, O'Grady retiró su invitación. Una de las últimas escenas del filme muestra a dos de las víctimas viajando a Roma para entregarle una carta al Papa Benedicto XVI acerca de la responsabilidad de los miembros de mayor jerarquía de la Iglesia Católica por encubrir los abusos sexuales cometidos por sacerdotes. La carta no fue respondida.

## Recepción
Líbranos del mal obtuvo una respuesta positiva por parte de la crítica cinematográfica. El documental posee un 100% de comentarios "frescos" en el sitio web Rotten Tomatoes, basado en un total de 71 críticas, y una puntuación de 86/100 en Metacritic. Ruthe Stein del periódico San Francisco Chronicle escribió: "La Iglesia se negó a hablar con Berg. Su película dice mucho acerca de su silencio - y acerca de un mal que nunca podrá ser corregido". Richard Schickel de la revista Time se refirió a la situación de las víctimas de O'Grady y la del mismo sacerdote, agregando que "el contraste entre su angustia a menudo quejumbrosa y su pálida desconexión es, quizás, el aspecto más vivo y desgarrador de Líbranos del mal". Joe Morgenstern de The Wall Street Journal sostuvo que el documental era "literalmente impresionante" y escribió: "El espectáculo de la torpeza del Sr. O'Grady es horrible en el contexto que la película ofrece - dos décadas de abusos compulsivos, sistemáticos y despiadados que fueron sin restricción, pero no inadvertidos por la Iglesia, durante su sacerdocio en el norte de California".
Sergi Sánchez de la revista Fotogramas escribió que "Berg pasa revista al escándalo de los curas pedófilos en Estados Unidos sin suavizar su estupefacción ante lo que debe de ser uno de los casos más flagrantes de nepotismo y despotismo institucional de los últimos años".